# U-21-Fußball-Europameisterschaft 2021/Gruppe D
| Pl. | Land     | Sp. | S | U | N | Tore    | Diff. | Punkte |
| --- | -------- | --- | - | - | - | ------- | ----- | ------ |
| 1.  | Portugal | 3   | 3 | 0 | 0 | 006:000 | +6    | 09     |
| 2.  | Kroatien | 3   | 1 | 0 | 2 | 004:500 | −1    | 03     |
| 3.  | Schweiz  | 3   | 1 | 0 | 2 | 003:600 | −3    | 03     |
| 4.  | England  | 3   | 1 | 0 | 2 | 002:400 | −2    | 03     |

Gruppe D der U-21-Fußball-Europameisterschaft 2021:

## England – Schweiz 0:1 (0:0)
| England                                               | England | Schweiz | Schweiz |
| ----------------------------------------------------- | --- | --- | ------- |
| England                                               | \| 1. Spieltag \| \| 25. März um 15:00 Uhr in Koper (Stadion ŠRC Bonifika) \| \| Ergebnis: 0:1 (0:0) \| \| Zuschauer: keine \| \| Schiedsrichter: Giorgi Kruaschwili ( Georgien) \| \| Spielbericht \|                                                                        | \| 1. Spieltag \| \| 25. März um 15:00 Uhr in Koper (Stadion ŠRC Bonifika) \| \| Ergebnis: 0:1 (0:0) \| \| Zuschauer: keine \| \| Schiedsrichter: Giorgi Kruaschwili ( Georgien) \| \| Spielbericht \|                                                                 | Schweiz |
| England                                               | Aaron Ramsdale – Ben Godfrey, Marc Guehi, Lloyd Kelly – Max Aarons, Tom Davies (66. Curtis Jones), Oliver Skipp, Dwight McNeil (76. Ryan Sessegnon) – Callum Hudson-Odoi, Eddie Nketiah (76. Rhian Brewster), Emile Smith Rowe (66. Eberechi Eze) Cheftrainer: Aidy Boothroyd | Anthony Racioppi – Jordan Lotomba , Jan Bamert, Cédric Zesiger, Miro Muheim – Bastien Toma (85. Kevin Rüegg), Toni Domgjoni, Alexandre Jankewitz, Dan Ndoye (79. Felix Mambimbi) – Jérémy Guillemenot (66. Kastriot Imeri), Andi Zeqiri Cheftrainer: Mauro Lustrinelli | Schweiz |
| England                                               | 0:1 Ndoye (78.) | | Schweiz |
| England                                               | Guehi (60.), Hudson-Odoi (83.), Skipp (90.+4') | Bamert (60.), Jankewitz (85.) | Schweiz |
| England                                               | Spieler des Spiels: Dan Ndoye | | Schweiz |
| 1. Spieltag                                           | | |         |
| 25. März um 15:00 Uhr in Koper (Stadion ŠRC Bonifika) | | |         |
| Ergebnis: 0:1 (0:0)                                   | | |         |
| Zuschauer: keine                                      | | |         |
| Schiedsrichter: Giorgi Kruaschwili ( Georgien)        | | |         |
| Spielbericht                                          | | |         |

## Portugal – Kroatien 1:0 (0:0)
| Portugal                                              | Portugal | Kroatien | Kroatien |
| ----------------------------------------------------- | --- | --- | -------- |
| Portugal                                              | \| 1. Spieltag \| \| 25. März um 21:00 Uhr in Koper (Stadion ŠRC Bonifika) \| \| Ergebnis: 1:0 (0:0) \| \| Zuschauer: keine \| \| Schiedsrichter: Bartosz Frankowski ( Polen) \| \| Spielbericht \|                                                                                             | \| 1. Spieltag \| \| 25. März um 21:00 Uhr in Koper (Stadion ŠRC Bonifika) \| \| Ergebnis: 1:0 (0:0) \| \| Zuschauer: keine \| \| Schiedsrichter: Bartosz Frankowski ( Polen) \| \| Spielbericht \| | Kroatien |
| Portugal                                              | Diogo Costa – Thierry Correia, Diogo Queirós , Diogo Leite, Diogo Dalot – Vitinha (73. Daniel Bragança), Florentino (63. Fábio Vieira), Gedson Fernandes – Francisco Trincão (63. Francisco Conceição), Tiago Tomás (63. Dany Mota), Pedro Gonçalves (80. Gonçalo Ramos) Cheftrainer: Rui Jorge | Adrian Šemper – Marin Šverko, Martin Erlić, Mario Vušković, Bartol Franjić (75. Dario Špikić), Domagoj Bradarić – Lovro Majer (67. Petar Musa), Kristijan Bistrović (75. Mihael Žaper), Nikola Moro (67. Hrvoje Babec), Luka Ivanušec – Sandro Kulenović (63. Dario Vizinger), Cheftrainer: Igor Bišcan | Kroatien |
| Portugal                                              | 1:0 Vieira (68.) | | Kroatien |
| Portugal                                              | Spieler des Spiels: Vitinha | | Kroatien |
| 1. Spieltag                                           | | |          |
| 25. März um 21:00 Uhr in Koper (Stadion ŠRC Bonifika) | | |          |
| Ergebnis: 1:0 (0:0)                                   | | |          |
| Zuschauer: keine                                      | | |          |
| Schiedsrichter: Bartosz Frankowski ( Polen)           | | |          |
| Spielbericht                                          | | |          |

## Kroatien – Schweiz 3:2 (1:0)
| Kroatien                                              | Kroatien | Schweiz | Schweiz |
| ----------------------------------------------------- | --- | --- | ------- |
| Kroatien                                              | \| 2. Spieltag \| \| 28. März um 18:00 Uhr in Koper (Stadion ŠRC Bonifika) \| \| Ergebnis: 3:2 (1:0) \| \| Zuschauer: keine \| \| Schiedsrichter: Dennis Higler ( Niederlande) \| \| Spielbericht \| | \| 2. Spieltag \| \| 28. März um 18:00 Uhr in Koper (Stadion ŠRC Bonifika) \| \| Ergebnis: 3:2 (1:0) \| \| Zuschauer: keine \| \| Schiedsrichter: Dennis Higler ( Niederlande) \| \| Spielbericht \| | Schweiz |
| Kroatien                                              | Dominik Kotarski – Marin Šverko, Martin Erlić (25. Mario Vušković), Bartol Franjić (76. Krešimir Krizmanić), Domagoj Bradarić – Hrvoje Babec – Dario Špikić (77. David Čolina), Kristijan Bistrović, Nikola Moro (76. Mihael Žaper), Luka Ivanušec – Dario Vizinger (85. Sandro Kulenović) Cheftrainer: Nenad Gračan | Anthony Racioppi – Jordan Lotomba , Jasper van der Werff, Cédric Zesiger, Silvan Sidler (59. Kevin Rüegg) – Petar Pušić (59. Dan Ndoye), Toni Domgjoni (66. Alexandre Jankewitz), Simon Sohm (59. Kastriot Imeri), Bastien Toma – Andi Zeqiri (66. Felix Mambimbi), Jérémy Guillemenot Cheftrainer: Mauro Lustrinelli | Schweiz |
| Kroatien                                              | 1:0 Ivanušec (8.) 2:0 Moro (61., Foulelfmeter) 3:0 Vizinger (64.) | 3:1 Imeri (79., Foulelfmeter) 3:2 Kulenović (89., Eigentor) | Schweiz |
| Kroatien                                              | Babec (6.), Franjić (45.+2'), Kulenović (90.) | Sidler (45.), van der Werff (48.), Lotomba (60.) | Schweiz |
| Kroatien                                              | Spieler des Spiels: Nikola Moro | | Schweiz |
| 2. Spieltag                                           | | |         |
| 28. März um 18:00 Uhr in Koper (Stadion ŠRC Bonifika) | | |         |
| Ergebnis: 3:2 (1:0)                                   | | |         |
| Zuschauer: keine                                      | | |         |
| Schiedsrichter: Dennis Higler ( Niederlande)          | | |         |
| Spielbericht                                          | | |         |

## Portugal – England 2:0 (0:0)
| Portugal                                             | Portugal | England | England |
| ---------------------------------------------------- | --- | --- | ------- |
| Portugal                                             | \| 2. Spieltag \| \| 28. März um 21:00 Uhr in Ljubljana (Stadion Stožice) \| \| Ergebnis: 2:0 (0:0) \| \| Zuschauer: keine \| \| Schiedsrichter: François Letexier ( Frankreich) \| \| Spielbericht \|                                                                                             | \| 2. Spieltag \| \| 28. März um 21:00 Uhr in Ljubljana (Stadion Stožice) \| \| Ergebnis: 2:0 (0:0) \| \| Zuschauer: keine \| \| Schiedsrichter: François Letexier ( Frankreich) \| \| Spielbericht \|                                                                                                   | England |
| Portugal                                             | Diogo Costa – Thierry Correia, Diogo Queirós , Diogo Leite, Diogo Dalot – Vitinha, Florentino (46. Daniel Bragança), Gedson Fernandes (46. Francisco Trincão) – Fábio Vieira (63. Francisco Conceição) – Pedro Gonçalves (88. Filipe Soares), Dany Mota (73. Gonçalo Ramos) Cheftrainer: Rui Jorge | Aaron Ramsdale – Japhet Tanganga, Ben Godfrey, Marc Guehi, Steven Sessegnon (83. Rhian Brewster) – Tom Davies (72. Curtis Jones), Oliver Skipp, Emile Smith Rowe (46. Eberechi Eze) – Noni Madueke (72. Conor Gallagher), Eddie Nketiah , Ryan Sessegnon (55. Dwight McNeil) Cheftrainer: Aidy Boothroyd | England |
| Portugal                                             | 1:0 Mota (64.) 2:0 Trincão (74., Foulelfmeter) | | England |
| Portugal                                             | Correia (52.), Ramos (90.+1') | Godfrey (67.) | England |
| Portugal                                             | Spieler des Spiels: Dany Mota | | England |
| 2. Spieltag                                          | | |         |
| 28. März um 21:00 Uhr in Ljubljana (Stadion Stožice) | | |         |
| Ergebnis: 2:0 (0:0)                                  | | |         |
| Zuschauer: keine                                     | | |         |
| Schiedsrichter: François Letexier ( Frankreich)      | | |         |
| Spielbericht                                         | | |         |

## Schweiz – Portugal 0:3 (0:1)
| Schweiz                                              | Schweiz | Portugal | Portugal |
| ---------------------------------------------------- | --- | --- | -------- |
| Schweiz                                              | \| 3. Spieltag \| \| 31. März um 18:00 Uhr in Ljubljana (Stadion Stožice) \| \| Ergebnis: 0:3 (0:1) \| \| Zuschauer: keine \| \| Schiedsrichter: Glenn Nyberg ( Schweden) \| \| Spielbericht \| | \| 3. Spieltag \| \| 31. März um 18:00 Uhr in Ljubljana (Stadion Stožice) \| \| Ergebnis: 0:3 (0:1) \| \| Zuschauer: keine \| \| Schiedsrichter: Glenn Nyberg ( Schweden) \| \| Spielbericht \| | Portugal |
| Schweiz                                              | Anthony Racioppi – Kevin Rüegg , Jan Bamert, Jasper van der Werff, Miro Muheim – Jordan Lotomba (61. Bastien Toma), Alexandre Jankewitz (67. Jérémy Guillemenot), Toni Domgjoni, Kastriot Imeri (67. Fabian Rieder) – Dan Ndoye (74. Leonidas Stergiou), Felix Mambimbi (61. Andi Zeqiri) Cheftrainer: Mauro Lustrinelli | Diogo Costa – Thierry Correia, Diogo Queirós , Diogo Leite, Diogo Dalot – Vitinha (73. Filipe Soares), Daniel Bragança, Pedro Gonçalves (71. Gedson Fernandes) – Fábio Vieira (62. João Mário) – Francisco Trincão (62. Francisco Conceição), Tiago Tomás (62. Gonçalo Ramos) Cheftrainer: Rui Jorge | Portugal |
| Schweiz                                              | 0:1 Queirós (3.) 0:2 Trincão (60.) 0:3 Conceição (65.) | | Portugal |
| Schweiz                                              | Muheim (70.) | Leite (31.) | Portugal |
| Schweiz                                              | Muheim (72.) | | Portugal |
| Schweiz                                              | Spieler des Spiels: Daniel Bragança | | Portugal |
| 3. Spieltag                                          | | |          |
| 31. März um 18:00 Uhr in Ljubljana (Stadion Stožice) | | |          |
| Ergebnis: 0:3 (0:1)                                  | | |          |
| Zuschauer: keine                                     | | |          |
| Schiedsrichter: Glenn Nyberg ( Schweden)             | | |          |
| Spielbericht                                         | | |          |

## Kroatien – England 1:2 (0:1)
| Kroatien                                              | Kroatien | England | England |
| ----------------------------------------------------- | --- | --- | ------- |
| Kroatien                                              | \| 3. Spieltag \| \| 31. März um 18:00 Uhr in Koper (Stadion ŠRC Bonifika) \| \| Ergebnis: 1:2 (0:1) \| \| Zuschauer: keine \| \| Schiedsrichter: Harm Osmers ( Deutschland) \| \| Spielbericht \| | \| 3. Spieltag \| \| 31. März um 18:00 Uhr in Koper (Stadion ŠRC Bonifika) \| \| Ergebnis: 1:2 (0:1) \| \| Zuschauer: keine \| \| Schiedsrichter: Harm Osmers ( Deutschland) \| \| Spielbericht \|                                                            | England |
| Kroatien                                              | Dominik Kotarski – Marin Šverko (86. Petar Musa), Mario Vušković, Bartol Franjić, Domagoj Bradarić – Nikola Moro , Hrvoje Babec (64. Mihael Žaper) – Dario Špikić (64. David Čolina), Kristijan Bistrović (76. Lovro Majer), Luka Ivanušec – Dario Vizinger (86. Marko Divković) Cheftrainer: Nenad Gračan | Aaron Ramsdale – Max Aarons, Japhet Tanganga, Ben Wilmot, Lloyd Kelly – Conor Gallagher (72. Todd Cantwell), Oliver Skipp – Curtis Jones, Eberechi Eze, Dwight McNeil (89. Steven Sessegnon) – Eddie Nketiah (71. Rhian Brewster) Cheftrainer: Aidy Boothroyd | England |
| Kroatien                                              | 1:2 Bradarić (90.+1') | 0:1 Eze (12., Foulelfmeter) 0:2 Jones (74.) | England |
| Kroatien                                              | Ivanušec (11.), Bradarić (45.+3'), Špikić (62.), Žaper (87.) | Kelly (45.), Jones (48.), Tanganga (85.), Skipp (90.) | England |
| Kroatien                                              | Jones (90.+8') | | England |
| Kroatien                                              | Spieler des Spiels: Domagoj Bradarić | | England |
| 3. Spieltag                                           | | |         |
| 31. März um 18:00 Uhr in Koper (Stadion ŠRC Bonifika) | | |         |
| Ergebnis: 1:2 (0:1)                                   | | |         |
| Zuschauer: keine                                      | | |         |
| Schiedsrichter: Harm Osmers ( Deutschland)            | | |         |
| Spielbericht                                          | | |         |